# Melanconium apiocarpum
Melanconium apiocarpum är en svampart som beskrevs av Link 1825. Melanconium apiocarpum ingår i släktet Melanconium och familjen Melanconidaceae.   Inga underarter finns listade i Catalogue of Life.